# (16874) Kurtwahl
(16874) Kurtwahl (1998 BK2) – planetoida z pasa głównego asteroid okrążająca Słońce w ciągu 3,46 lat w średniej odległości 2,29 j.a. Odkryta 20 stycznia 1998 roku.